# Star Wars Jedi: Survivor
Star Wars Jedi: Survivor — відеогра жанру пригодницького бойовика, розроблена Respawn Entertainment і видана Electronic Arts для Microsoft Windows, PlayStation 5 та Xbox Series X/S у квітні 2023 року. Вона є продовженням Fallen Order (2019) і другою частиною в серії Star Wars Jedi. Сюжетна історія, що розгортається через п'ять років після подій у Fallen Order, оповідає про джедая Кела Кестіса, який намагається вижити проти ворожої Галактичної імперії та розшукати міфічну планету, де джедаї та бійці Опору могли б облаштувати базу.
Respawn почала працювати над концепцією Survivor ще під час створення першої частини, а її розробкою знову керував ігровий директор Стіґ Асмуссен. Для продовження команда прагнула написати похмурішу історію, а також розширити ігровий процес через доопрацювання старих і додання нових механік. Кемерон Монеген повторив свою роль Кела, як і деякі інші актори. Студія знову використала ігровий рушій Unreal Engine 4 для розробки проєкту.
Star Wars Jedi: Survivor отримала загалом схвальні відгуки критиків.

## Ігровий процес
Star Wars Jedi: Survivor є відеогрою від третьої особи в жанрі пригодницького бойовика з елементами платформера. Гравець контролює джедая Кела Кестіса і подорожує різними планетами, де виконує місії, щоби просуватися сюжетною історією. Під час проходження гравець стикається з різними ворогами, як-от бойові дроїди та імперські солдати. У бою гравець використовує світловий меч, Силу та бластер. Кел має кілька стилів бою зі світловим мечем, що впливають на такі аспекти, як завдані ушкодження, швидкість і дальність атаки, а також комбіновані атаки. Спочатку персонаж володіє трьома стилями: боєм з одним і двома світловими мечами, а також боєм з двоклинковим світловим мечем; у міру проходження Кел освоює ще два стилі: хрестовинний і поєднання світлового меча та бластера. Гравець може використовувати лише два стилі одночасно й змінює їх на точках медитації. Гравець має змогу взаємодіяти з предметами оточення, використовуючи їх проти ворогів. Через дерево здібностей гравець поліпшує стилі, здібності Сили та інші вміння. Кел має дроїда BD-1, який супроводжує його і надає деяку допомогу в процесі проходження. Крім того, гравець може взаємодіяти з іншими дружніми неігровими персонажами (НІП), які допомагають у певних моментах проходження, зокрема під час бою, та можуть приймати команди.
Як і в попередній частині, Survivor має елементи «метроїдванії» в дослідженні та прогресі. Гравець може повертатися до деяких локацій, які спочатку мають обмежений доступ, що залежить від наявності певних здібностей у персонажа. Досліджуючи середовища гравець знаходить ящики з різними предметами, включно з косметичні елементи, як-от одяг та стилі зачіски для Кела. Персонаж володіє підіймальним кабелем (англ. ascension cable), що застосовується для перетину вертикальних поверхонь або дальніх дистанцій. Ігровий процес передбачає наявність головоломок, у тому числі у вигляді джедайських медитаційних палат, за виконання яких гравець здобуває вміння (англ. perks) для зміни певних аспектів персонажа, особливо його стилю бою. Кел має здібність приборкувати верхових тварин, щоб швидше пересуватися середовищем. Також гравець може скористатися швидким переміщенням між доступними точками медитації.
У грі є кілька налаштувань складності та різноманітні опції спеціальних можливостей, включно з повільним режимом, який надає більше часу на виконання певних дій під час боїв і дослідження. Крім того, Survivor має режим «Нова подорож+», який стає доступним після проходження основної кампанії та дає можливість пройти її заново зі здобутими раніше елементами, включно з вміннями та косметичними предметами, а також фоторежим.

## Сюжет
Дія починається за п'ять років після фіналу попередньої гри. Лицар-джедай Кел Кестіс продовжує боротьбу проти Імперії як боєць Опору під керівництвом Со Ґеррери. На черговій місії він об'єднується з найманцем Боде Акуною, щоб під виглядом полоненого проникнути в столицю Імперії Корусант. Кел повинен викрасти цінні військові дані у сенатора Дахо Седжана, але втручається Дев'ята сестра з Імперської Інквізиції, котра пережила свою поразку на Кашиїку п'ять років тому. Вона страчує Седжана та найманців, проте гине в двобої з Келом, якому вдалося отримати дані. Кела та Боде єдині вижили. Кел засмучується, дізнавшись із даних, що попри всі його зусилля Опору, Імперія дедалі міцнішає та розширюється.
Під час втечі з Корусанта, зореліт Кела, «Богомол», ламається, тому Кел вирішує розшукати його колишнього пілота Ґріза на віддаленій планеті Кобо. Там джежай виявляє місцеве населення під владою злочинної організації Бедламські рейдери. Коли Кел відбивається від рейдерів, Ґріз посилає його до печери, щоб знайти деталі, необхідні для ремонту «Богомола». Під час дослідження печери Кел натрапляє на стародавнього дроїда Ордену джедаїв на ім'я ZN-A4 або «Зі». Зі розповідає, що її завданням сотні років тому було активувати пристрій «Лісовий передатчик», але вона опинилася в пастці в печерах. Кел погоджується взяти цю місію на себе і на шляху до передатчика отримує видіння про двох джедаїв Вищої Республіки, Дагана Гери та Сантарі Крі, які відкрили міфічну планету Таналорр, приховану за туманністю Безодня Кобо. Кел активує передатчик і виявляє Дагана, збереженого в непритомному стані в резервуарі з бактою. Кел звільняє Дагана в надії залучити його на свій бік. Але виявляється, Даган перейшов на Темний бік Сили, бо образився на джедаїв за те, що вони покинули Таналорр. Крі відрубала йому руку, проте лишила живим у бакта-камері. Звільнений Даган виграє двобій з Келом і тікає, приєднавшись до рейдерів Бедламу, очолюваних Рейвісом.
Усвідомлюючи цінність планети, цілком недоступної для Імперії, Кел, Боде та Ґріз ремонтують «Богомола» та летять на пошуки Таналорра. Спершу вони відвідують планету Джеда, де Цере разом із Мерріном та Іно Кордовою працювала над відновленням Архівів джедаїв. Цере і Кордова використовують дані з Архівів, аби Кел і Боде дослідили на Кобо сліди Дагана. Кордова пояснює, що кілька століть тому Даган був першим і єдиним пілотом, якому вдалося знайти шлях крізь Безодню Кобо і відкрити Таналорр. Джедайка Сантарі Крі розробила спеціальні компаси для навігації в Безодні Кобо, і Галактична Республіка заснувала на Таналоррі поселення та храм джедаїв. Однак пірат Нігіл напав на Таналорр, змусивши Республіку полетіти з планети та знищити всі компаси. Хоча, як зазначає Кордова, три компаси все ще вважаються зниклими безвісти. Кел, Меррін, Боде та Ґріз вирішують повернутися на Кобо, щоб знайти ці компаси. Двома з них неможливо скористатися, та після того, як Кел убиває Рейвіса, він і Боде переслідують і вбивають Дагана, в якого відбирають останній компас. Кел планує використати Таналорр як неприступну фортецю для учасників руху «Прихований Шлях», який відновить Орден Джедаїв. Однак Боде хоче використовувати його лише як таємний притулок для своєї дочки Кати.
Кел та інші повертаються на Джеду, де Кордова налаштовує компас. Але виявляється, що Боде був імперським шпигуном, він викрадає компас, убивши при цьому Кордову. Розлючений Кел вирушає навздогін і дізнається, що Боде не тільки шпигун, а й колишній джедай. Шпигуну вдається втекти, поранивши Кела. Тим часом Імперія влаштовує повномасштабну атаку на Архіви за участю Дарта Вейдера. Цере затримує його, щоб дати іншим час на відступ, і гине.
Лишившись майже один, Кел використовує прихований маячок, щоб відстежити Боде в системі Нова Гарон. Там розташована база Імперського бюро безпеки, куди Кел проникає, переодягнувшись імперським офіцером. Боде зізнається, що став працювати на Імперію в обмін на безпеку себе та його дочки. Та це виявляється частиною його плану, Боде заманив Кела в Нова Гарон, щоб відволікти увагу, а сам хоче втекти на Таналорр із дочкою. Кел користується Темним боком сили, щоб утекти від імперського гарнізону, проте не піддається спокусі перейти на Темний бік цілком.
Кел повертається на Кобо, де дізнається від Сантарі Крі, що тамтешній передатчик можна використати для відкриття альтернативного шляху крізь Безодню Кобо. Зі погоджується лишитися на Кобо, щоб активувати передатчик, а Кел і його друзі змогли дістатися до Таналорру. Під час польоту Кел довіряється Силі, щоб активувати гіпердвигун і долетіти до мети перед тим, як передатчик перевантажується. Там вони знову стикаються з Боде, і він відмовляється відступити, незважаючи на благання Кати. Кел та Меррін убивають Боде та влаштовують похорон для нього, Кордови та Цере. Оскільки планета тепер у їхньому розпорядженні, Кел, Меррін і Ґріз вирішують удочерити Кату та зв'язатися з «Прихованим Шляхом» і рештою союзників Цере, щоб дати їм прихисток на Таналоррі.

## Розробка
Star Wars Jedi: Survivor розробляється студією Respawn Entertainment, яка також створила Fallen Order, першу частину серії Star Wars Jedi. Стіґ Асмуссен знову обійняв посаду ігрового директор, а Пол Гетфілд став провідним продюсером проєкту. Кемерон Монеген повторив свою роль Кела Кестіса, виконавши захоплення руху та озвучування персонажа. Дебра Вілсон, Тіна Івлев і Денієл Робук знову зобразили Цере Джанду, Меррін та Ґріза Дрітуса відповідно, а Ношир Далал зобразив нового персонажа Бода Акуну. Після початку пандемії коронавірусної хвороби у 2019 році Respawn була змушена перейти на дистанційний режим роботи, використовуючи Slack та Zoom для взаємодії. Студія консультувалася з Lucasfilm Games щодо різних аспектів гри, і спиралася на відгуки як своїх працівників, так і гравців, під час реалізації змін та нововведень. Розробка Survivor почалася восени 2019 року і тривала до квітня 2023-го.
Respawn почала працювати над ідеями щодо продовження ще під час розробки Fallen Order. Студія хотіла створити похмурішу історію і акцентувала на перетворенні Кела з молодого й недосвідченого падавана на впевненого та здібного лицаря-джедая, якого Монеген назвав «зрілішим [і] суворішим». Метою розробників було продемонструвати зміни в характері персонажа як у сюжеті, так і в бою, який вони прагнули зробити динамічнішим та різноманітнішим. Унаслідок цього команда доопрацювала стиль бою з подвійним світловим мечем із першої частини та додала два нових стилі. Студія збільшила кількість необов'язкових локацій, також створивши значніші нагороди як заохочення за їх дослідження. Для того, щоб зробити НІП більш залученими в ігровий процес, розробники створили систему «персонажів в ігровому процесі» (англ. Characters-in-Gameplay) для відмінності між НІП, які супроводжують і допомагають Келу безпосередньо під час ігрового процесу, та іншими НІП, активність яких обмежена певними рамками. Для Бода Акуни студія розробила систему зіставлення руху (англ. Motion Matching), яка забезпечує більш адаптивні та динамічні анімації. Respawn використала «ширший підхід [типу] метроїдванії» при створенні нових механік пересування, а також покращила штучний інтелект ворогів. Крім того, студія значно розширила опції кастомізації персонажа, змінила дизайн мапи та додала функцію швидкого переміщення, яка спочатку була задумана для попередньої частини. Команда прагнула представити ігрові механіки за допомогою їх органічного впровадження в історію, а не через окремі навчальні сегменти.
Хоча розробники міркували про перехід на новітніший ігровий рушій Unreal Engine 5, зрештою вони вирішили знову використати Unreal Engine 4. Асмуссен заявив, що такі нововведення консолей дев'ятого покоління, як трасування променів та SSD, дали студії змогу працювати «з точністю, яка набагато перевершує все, що ми коли-небудь робили раніше» і суттєво зменшити час завантаження. Версія для PlayStation 5 використовує особливості контролера DualSense, як-от оновлений тактильний зв'язок.

## Маркетинг і випуск
Star Wars Jedi: Survivor була анонсована 27 травня 2022 року під час фестивалю Star Wars Celebration, де було показано тизер-трейлер; повідомлення щодо проєкту вперше з'явилися в лютому 2020-го. На церемонії The Game Awards 2022 у грудні було представлено трейлер ігрового процесу з датою випуску; за кілька днів до цього дата і видання були помилково опубліковані на сторінці гри в Steam. У лютому 2023 року було продемонстроване розширене відео ігрового процесу. У березні було випущено роман Сем Меггс «Зоряні війни. Джедаї: Бойові шрами», який оповідає про події, що сталися в п'ятирічний період між Fallen Order та Survivor, а також представлено сюжетний трейлер. 9 квітня було показано фінальний трейлер ігрового процесу.
Survivor була випущена 28 квітня 2023 року для Microsoft Windows, PlayStation 5 та Xbox Series X/S; до цього її випуск було перенесено з 17 березня. Вона отримала спеціальне видання, що надає доступ до кількох внутрішньоігрових косметичних предметів, а також колекційне видання від дистриб'ютора Limited Run Games, яке містить ціфрові та фізичні предмети. Передзамовлення надавало доступ до косметичного набору, натхненного телесеріалом «Обі-Ван Кенобі». Безкоштовна копія гри для Windows надавалася при купівлі процесора AMD Ryzen 7000 у рамках рекламного пакета, що діяв із січня до квітня 2023 року.

## Сприйняття
| Агрегатор  | Оцінка                                    |
| ---------- | ----------------------------------------- |
| Metacritic | - ПК: 79/100 - PS5: 86/100 - XSXS: 87/100 |
| OpenCritic | 86/100                                    |

| Видання               | Оцінка  |
| --------------------- | ------- |
| Destructoid           | 9/10    |
| Digital Trends        | [ 48 ]  |
| Game Informer         | 9.25/10 |
| GameSpot              | 8/10    |
| GamesRadar+           | [ 51 ]  |
| IGN                   | 9/10    |
| PC Gamer (США)        | 80/100  |
| Push Square           | 9/10    |
| Video Games Chronicle | [ 55 ]  |
| VG247                 | [ 56 ]  |

Star Wars Jedi: Survivor отримала «загалом схвальні» відгуки за даними агрегатора рецензій Metacritic. Агрегатор OpenCritic позначив рейтинг гри як «потужний» на основі 96 відгуків критиків, 89 % з яких радять її до придбання.